# Lord Edward FitzGerald
|  | Per a altres significats, vegeu «Edward Fitzgerald (desambiguació)». |

Lord Edward FitzGerald (15 d'octubre de 1763 - 4 de juny 1798) fou un aristòcrata irlandès i revolucionari. Va ser el cinquè fill de James Fitzgerald, 1r Duc de Leinster i de Lady Emily Lennox. Va néixer a Carton House, prop de Dublín i morí a Londres.
Va ser educat a França. Participà en les campanyes angleses de conquesta d'Amèrica. Defensà les llibertats irlandeses al parlament de Dublín. Passà a la clandestinitat (1791), s'uní a la conspiració del seu amic Theobald Wolfe Tone, establí contactes amb els revolucionaris francesos i participà en els preparatius de l'aixecament del 1798. Va lluitar durant la rebel·lió fins que fou arrestat i morí a la presó de Londres.